# Jorge V da Geórgia
Jorge V, o Brilhante (em georgiano: გიორგი V ბრწყინვალე) foi o rei da Geórgia de 1299 a 1302 e novamente de 1314 até sua morte. Ele recuperou a Geórgia de uma dominação mongol de um século, restaurando a força anterior do país como também a cultura cristã.